# Declaração de guerra do México contra Alemanha, Itália e Japão
Em 22 de maio de 1942, o México declarou formalmente guerra às Potências do Eixo (Alemanha nazista, Reino da Itália e Império do Japão) em apoio aos Aliados, após perdas de petroleiros no Golfo do México, em particular o Potrero del Llano e Faja de Oro, devido a ataques de submarinos alemães. Recorde-se que este facto fez com que o país norte-americano abandonasse o seu estado de neutralidade para entrar na Segunda Guerra Mundial.

## Fundo
Nove dias antes de o México declarar guerra aos países do Eixo, em 13 de maio daquele ano, o submarino alemão U-564 atacaria o Potrero del Llano às 23h55. De acordo com o diário de bordo do submarino nas coordenadas: 25° 35′ N, 80° 06′ O. Havia 35 tripulantes a bordo do referido petroleiro, dos quais 14 perderam a vida; Entre as vítimas estavam três elementos da Marinha Mexicana como capitão, o tenente Gabriel Cruz Díaz, como segundo em comando, tenente de fragata Rafael Castelán Orta, e o primeiro mestre Enrique Andrade Díaz, que era o operador de rádio, que foram nomeados devido à deserção do capitão Juan Ávalos Guzmán e outros marinheiros, restando apenas 11 trabalhadores da Pemex. Entre os sobreviventes estava o tenente Jorge Mancisidor Wales.
Depois de protestar contra o ataque, o governo mexicano não recebeu resposta, exceto um novo ataque em 20 de maio. Outro petroleiro, o Faja de Oro, foi deixado sob o Golfo do México por um torpedo alemão. Em 22 de maio, o presidente mexicano, general Manuel Ávila Camacho, convocou uma sessão extraordinária do Congresso para conceder ao executivo o poder de declarar o estado de guerra entre o México e as potências do Eixo.

## Texto da declaração
O CONGRESSO DOS ESTADOS UNIDOS MEXICANOS DECRETA:
ARTIGO I. Declara-se que, a partir de 22 de maio de 1942, existe estado de guerra entre os Estados Unidos Mexicanos e a Alemanha, a Itália e o Japão.
ARTIGO II. O Presidente da República fará a declaração correspondente e as notificações internacionais correspondentes.
ARTIGOS TRANSICIONAIS
ARTIGO I. Esta lei entrará em vigor na data de sua publicação no Diário Oficial da República.
ARTIGO II. Esta lei será anunciada solenemente em toda a República.
Em cumprimento ao inciso I, artigo 89, da Constituição Política dos Estados Unidos Mexicanos, e para sua publicação e observância, emito este Decreto na residência do Poder Executivo Federal, na Cidade do México, Distrito Federal, no dia 1º de junho. , 1942.
(sgd.) Manuel Ávila Camacho